# Шевцов, Иван Константинович
 Иван Константинович Шевцов (2 марта 1930 — 28 февраля 2014) — советский деятель сельского хозяйства, главный зоотехник совхоза «Курганинский» Краснодарского края. Герой Социалистического Труда (1971).

## Биография
Иван Константинович Шевцов родился 2 марта 1930 года в станице Прохладной Терского округа Северо-Кавказского края (ныне город Прохладный Республики Кабардино-Балкария).
В 1950 году окончил Терский сельскохозяйственный техникум, затем служил в Советской Армии.
В 1953 году стал работать зоотехником фермы в совхозе «Курганинский» Краснодарского края. Работал управляющим отделения, позднее — главным зоотехником совхоза «Курганинский».
Применял передовые зоотехнические методы. Благодаря его деятельности совхоз по итогам работы в восьмой пятилетке (1966—1970) стал лидером среди животноводческих хозяйств Краснодарского края. В 1970 году совхоз сдал государству молока 3447 тонн при плане 3000 тонн, мяса — 2160 тонн при плане 1644 тонн. В 1971 году совхоз произвёл молока 3183 тонн при плане 2625, мяса — 2491 тонн при плане 1793 тонн. В 1972 году было сдано 3264 тонн молока при плане 3120 тонн и мяса — 1963 тонн при плане 1890 тонн. 8 апреля 1971 года указом Президиума Верховного Совета СССР за выдающиеся успехи, достигнутые в развитии сельскохозяйственного производства и выполнении пятилетнего плана продажи государству продуктов земледелия и животноводства Ивану Константиновичу Шевцову было присвоено звание Героя Социалистического Труда.
Жил в Краснодаре. Скончался 28 февраля 2014 года.

## Награды
- Звание Герой Социалистического Труда (8 апреля 1971);
- Медаль «Серп и Молот» (8 апреля 1971) — № 13458);
- Орден Ленина (8 апреля 1971) — № 404981);
- Орден «Знак Почёта» (22 марта 1966);
- Почётное звание «Заслуженный работник сельского хозяйства Кубани» (9 января 1996);
- медали.